# 弗雷格特島 (毛里裘斯)

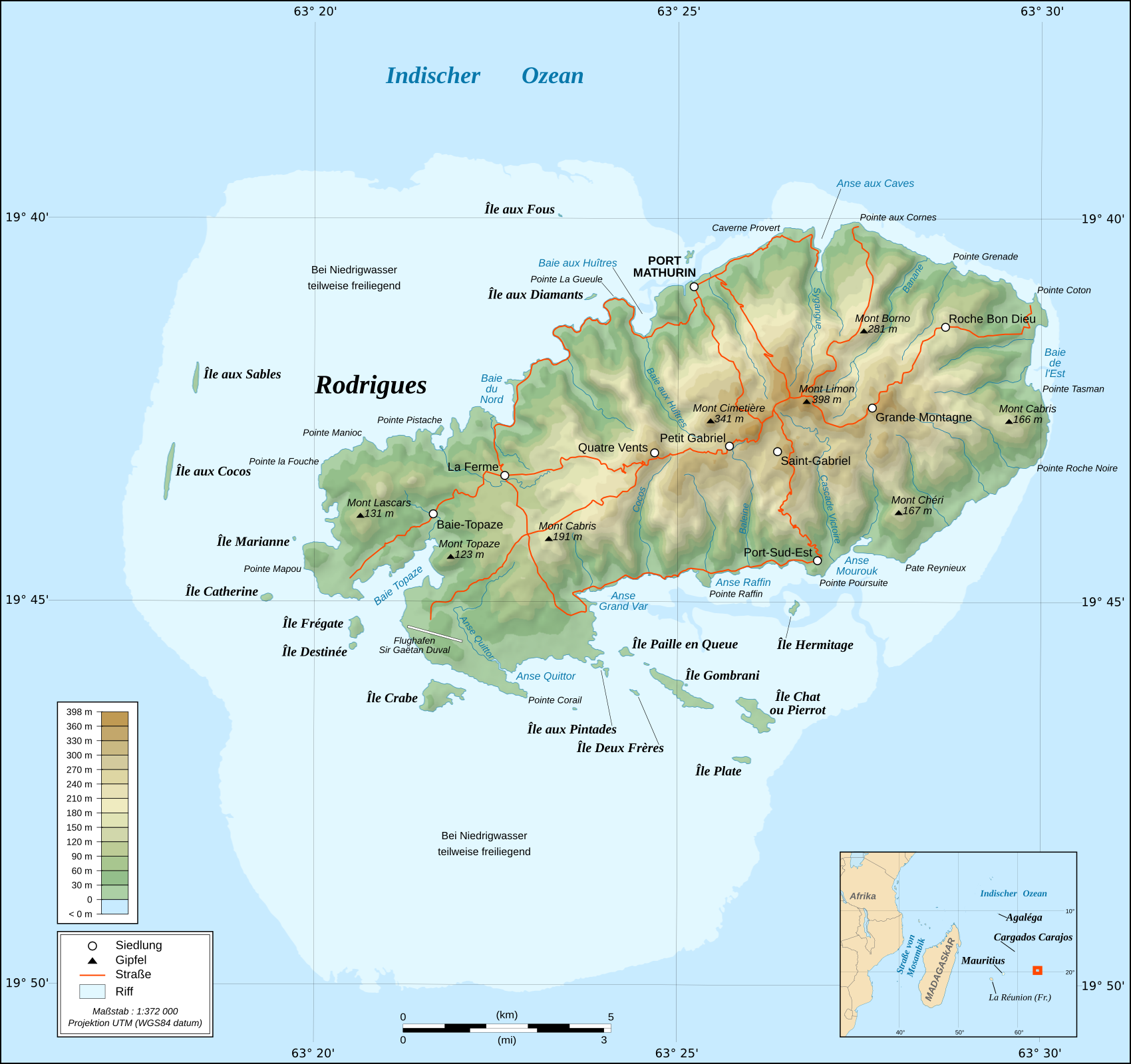

弗雷格特島（法語：Île Frégate）是毛里裘斯的島嶼，位於該國罗德里格岛西南面印度洋海域，屬於馬斯克林群島的一部分，長0.54公里、寬0.37公里，面積0.1平方公里。